# Mycetia rodgeri
Mycetia rodgeri är en måreväxtart som beskrevs av Debendra Bijoy Deb och Durga Charan Mondal. Mycetia rodgeri ingår i släktet Mycetia och familjen måreväxter.
Artens utbredningsområde är Burma. Inga underarter finns listade i Catalogue of Life.